# Dimetilmercuri
El dimetilmercuri ((CH₃)₂Hg) és un compost organometàl·lic del mercuri. A temperatura ambient es troba en estat líquid, és inflamable, incolor. És una de les neurotoxines conegudes més potents. Se'l descriu amb una lleu olor dolça, encara que inhalar una quantitat de vapors suficient per captar l'olor seria exposar-se en excés als efectes d'aquest compost.
És extremadament perillós, ja que en éssers humans, una absorció de l'ordre de 0,1 mL té conseqüències fatals. Posseeix una pressió de vapor especialment alta i això implica que un petit vessament pot posar en perill a qualsevol persona que es trobi exposada als seus vapors.
El dimetilmercuri travessa amb molta facilitat la barrera hematoencefàlica, probablement gràcies a la formació de complexos amb la cisteïna, i el procés d'eliminació per part de l'organisme és molt lent, per la qual cosa tendeix a bioacumular-se. Els símptomes d'enverinament de mercuri solen aparèixer quan és massa tard per aplicar un tractament efectiu.
Aquest compost travessa el làtex, el PVC, el butil i el neoprè molt ràpidament (en qüestió de segons), sent absorbit a continuació per la pell, per la qual cosa la majoria de guants usats en laboratori no proporcionen una protecció adequada davant d'aquest compost. L'única opció viable i segura per manipular-lo és l'ús de guants laminats d'alta resistència sota una cobertura de neoprè de màniga alta o altres guants per a ús industrial. També es recomana usar una màscara de protecció facial d'almenys 20 cm de llarg i una cabina extractora de fums.
La toxicitat del dimetilmercuri queda ben remarcada pel fet que la coneguda química Karen Wetterhahn va morir després de vessar-se unes gotes d'aquest compost sobre les seves mans protegides per guants de làtex.

## Síntesi, estructura i reaccions
Aquest compost va ser un dels primers composts organometàl·lics que es van documentar, fent notar la seva gran estabilitat. Es forma per la unió d'un aliatge de mercuri i sodi amb un halur del grup metils:
Hg + 2 Na + 2 CH₃I → Hg(CH₃)₂ + 2 NaI
També es pot obtenir per alquilació del clorur demercuri amb metil·liti:
HgCl₂ + 2 LiCH₃ → Hg(CH₃)₂ + 2 LiCl
La molècula resultant adopta una estructur lineal entre Hg-C amb longituds d'enllaç de 2.083 Å.

El tret més sorprenent del dimetilmercuri és la no reactivitat amb l'aigua, mentre que el corresponent compost format per cadmi (C-Cd) i Zinc(C-Zn) hidrolitza amb facilitat. Aquesta diferència reflecteix la baixa afinitat del mercuri Hg(II) amb els enllaços d'oxigen. El dimetilmercuri reacciona amb el clorur de mercuri (II) i se n'obté clorometil de mercuri:
(CH₃)₂Hg + HgCl₂ → 2 CH₃HgCl
El dimethylmercury és un líquid volàtil, però el clorometil de mercuri CH₃HgCl és un  sòlid cristal·lí.

## Ús
Actualment el dimetilmercuri gairebé no té aplicacions a causa dels riscs que comporta la seva manipulació. Com altres composts organometal·lics del grup metil, es pot barrejar amb metanol per transferir grups metil a una molècula orgànica. El menor desenvolupament dels estudis de nucleòfils tòxics com ara el dimetilzinc (Zn(CH₃)₂) o el trimetilalumini, (Al₂(CH₃)₆) per als quals es prefereix l'ús de reactius de Grignard, ha deixat l'ús del dimetilmercuri obsolet en la química orgànica. Antigament es feia servir per reaccions en les quals el catió metilmercuri s'enllaçava a la molècula principal per formar potents bactericides; però el perill de l'acumulació en l'organisme infectat ha fet que s'acabés abandonant, substituint-lo per l'etilmercuri, que és capaç de fer una fució similar sense el perill d'acumulació en l'organisme.
També es fa servir per calibrar espectroscopis de ressonància magnètica nuclear, tot i que es prefereix emprar altres derivats del mercuri menys tòxics.